# Hludana
Hludana era una antiga deessa germànica, el nom de la qual ha arribat fins a nosaltres a través de cinc inscripcions. En aquestes inscripcions el nom de la deessa hi revesteix les formes <Hluθena> (inscripció d'Iversheim, Bad Münstereifel), <Hludana> (inscripció de Xanten-Birten), <Hlucena> (inscripció de Monterberg, Kalkar, també coneguda amb el nom d'inscripció de Burginatium) (si la c no hi és un error de lectura per θ: *<Hluθena>), <Hludena> (inscripció de Nimega) i <Hludana> (inscripció de Beetgum). El seu centre principal d'adoració es trobava, així i doncs, a la zona de la província romana de la Germania Inferior i el seu entorn. S'ha intentat de relacionar-la d'una banda amb la Frau Holle del conte homònim dels germans Grimm, i de l'altra, amb la deessa norrena Hlóðyn o Hlǫðyn, la mare del déu Tor, però tots els intents, tant en una direcció com en l'altra, han quedat com a especulacions. Una identificació amb Hlóðyn o Hlǫðyn implicaria que el nom d'aquesta deessa s'hauria de llegir amb o breu: * Hloðyn, cosa perfectament possible.
El nom de la deessa norrena està atestat:
- a la Vǫlospá, on el déu Tor hi és esmentat com a mǫgr Hlóðynjar ‘el fill de la Hlóðyn’ a l'estrofa 56. Snorri Sturluson cita a la Gylfaginning, capítol 51, aquesta mateixa estrofa, però aquí el nom de la deessa hi apareix com a mǫgr Hlǫðynjar:

| Þá kømr enn mæri mǫgr Hlóðynjar gengr Óðins sonr við orm vega, drepr af móði Miðgarðs véur; munu halir allir heimstǫð ryðja; gengr fet níu Fjǫrgynjar burr neppr frá naðri, níðs ókvíðnum. | Llavors hi arriba l'ínclit fill de la Hlóðyn, avança el fill de l'Odin a lluitar amb el drac, [i aquest] mata, ple de fúria, el defensor de Miðgarðr: Tots els homes hauran de deixar la gran llar! Camina nou passes el fill de la Fjǫrgyn, mor lluny de l'escurçó a qui tant li fa el deshonor. | orm] úlf Gg. véur] véurr Gg. |
| Font 1: Vǫluspá Arxivat 2016-08-18 a Wayback Machine., estrofa 56, Font 2: Vǫluspá, estrofa 56, Font 3: Vǫluspá Arxivat 2012-04-09 a Wayback Machine., estrofa 56. | |                              |
| Remarques: 1] tota l'estrofa adquireix ple sentit si la traduïm mantenint les lliçons del text original, és a dir, si no ens entestem a esmenar l'acusatiu véur del text original en un nominatiu véurr ni el datiu ókvíðnum en un nominatiu ókvíðinn: l'estrofa aleshores ens presenta la mort del déu Tor: el déu escomet el drac i aquest el mata; com a conseqüència, la humanitat es queda sense el seu protector i ja res no la protegeix de l'hecatombe final. 2] l'escurçó = el drac serpentiforme que ha mort el déu Tor. 3] el deshonor = el níð, l'acte inic i ignominiós que el drac acaba de cometre. | |                              |

La versió d'aquesta mateixa estrofa a la Gylfaginning és la següent:
| Gengr inn mæri mǫgr Hlǫðynjar neppr af naðri níðs ókvíðnum. Munu halir allir heimstǫð ryðja, er af móði drepr Miðgarðs véorr. | Moribund, l'ínclit fill de la Hlǫðyn s'allunyarà de l'escurçó, no preocupat per la infàmia [que acaba de cometre]. Tots els herois abandonaran el vast estatge quan el defensor de Midgard mati, colpint-lo amb fúria, [el drac]. | véurr] véur Vs. |
| Font 1: Edda de l'Snorri Font 2: Gylfaginning, edició del Guðni Jónsson Font 3: Vǫluspá, edició del Sophus Bugge. | |                 |
| Remarques: 1] Una de les diferències que hi ha entre aquesta versió i la que ofereix la Vǫlospá és que la versió de la Gylfaginning empra el substantiu véurr en nominatiu en comptes de l'acusatiu véur del text de la Vǫlospá, de manera que aquí, a la Gylfaginning, és el Tor el qui mata el drac còsmic. La lliçó de la Vǫlospá, al nostre entendre, dona més sentit al passatge que no pas la lliçó de la Gylfaginning: el drac còsmic mata Tor, el protector de la humanitat, i aquesta, en quedar-se sense el seu protector tradicional, ja no té res que la protegeixi de l'hecatombe final. 2] l'escurçó = el drac serpentiforme que ha mort el déu Tor. 3] la infàmia = el níð, l'acte inic i ignominiós que el drac acaba de cometre. | |                 |

- en els Skáldskaparmál de l'Snorri, el nom de la deessa hi apareix en una cita que Snorri hi fa de l'escalda islandès del segle x Vǫlu-Steinn (font: Skáldskaparmál). En aquesta cita, el nom de la deessa forma part de la kenning “grœnnar Hlǫðynjar myrkbein” ‘els ossos foscos de la verda Hlǫðyn’ = ‘els ossos de la terra’ = ‘les roques’. Aquesta kenning, al seu torn, apareix integrada dins una kenning encara major que designa l‘or’: grœnnar Hlǫðynjar myrkbeina Danar orð ‘les paraules (orð) del danès (Danr) de les roques’, on el ‘danès de les roques’ o ‘Berg-Danr’ = ‘bergrisi’[3] (un bergrisi és un gegant de les roques) = ‘les paraules del gegant de les roques’ = l'“or”:[4]

(Estrofa 315:)
Hver eru jarðarheiti? Hon heitir <...> Hlǫðyn, sem kvað Vǫlu-Steinn:
‘quins són els sinònims poètics de terra? Es diu <...> Hlǫðyn, tal com va dir en Vǫlu-Steinn:’
| Mank, þat's jǫrð við orða endr myrk Danar sendi grœnnar grǫfnum munni gein Hlǫðynjar beina. | Me'n recordo que la terra va badar la seva boca feta a pic i pala a l'enviador (sendir) de paraules de danès d'ossos foscos de Hlǫðyn verda. |

El significat de l'estrofa fóra: “me'n recordo del dia que vam enterrar el meu fill [de cor generós]”. L'estrofa formava part d'una drápa, composta en llaor del seu fill finat, Ǫgmundr Vǫlusteinsson, i coneguda amb el nom d'Ǫgmundardrápa.
- A les þulur de l'Edda de l'Snorri, la Hlóðyn o Hlǫðyn també hi apareix en el grup de sinònims poètics per a terra (Skáldskaparmál, þulur):

(þula 501:)
| Jǫrð, fjǫrn, rufa, eskja ok Hlǫðyn, gyma, Sif, Fjǫrgyn, grund, hauðr ok rǫnd. fold, vangr ok *Fíf, frón, hjarl ok *barmr, land, bjǫð, Þruma, láð ok merski. | Món, vastitud, gleva, freixeneda i Hlǫðyn, humus, Sif, Fjǫrgyn, trespol, nèdol i orbe. Plana, prat i Fíf, verger, predi i riba, terra, sòl, Þruma, terreny i maresme. |

Font 1: Skáldskaparmál

Font 2: Þulur
- A la Heimskringla de l'Snorri, aquest (vol. I, pàg. 256, de l'edició del Bjarni Aðalbjarnarson, Reykjavík 1941) hi cita a la Saga Óláfs Tryggvasonar l'estrofa 26 de la Vellekla de l'escalda islandès del segle x Einarr skálaglamm Helgason on també hi apareix esmentat el nom de la deessa en la kenning myrkmarkar Hlǫðyn ‘la Hlǫðyn del bosc fosc’ = ‘la Jǫrð del bosc fosc’ = ‘la jǫrð (terra) dels bosc fosc’ = ‘[la península de] Jutlàndia’:

| Ok við frost at freista fémildr konungr vildi myrk- Hlǫðynjar -markar morðalfs, þess's kom norðan, þás valserkjar virki veðrhirði bað stirðan fyr hlym-Njǫrðum hurða Hagbarða gramr varða. | I el generós rei de la Hlǫðyn del bosc fosc¹ va voler posar a prova el cigne d'homei² que havia arribat del nord amb el gebre³ quan el rei va demanar al règeu pastor de la camisa del torb dels caiguts⁴ que defensés el Danavirki dels Njarðir de l'estrèpit de les portes d'en Hagbarði⁵. |
| Resolució dels hipèrbatons segons Finnur Jónsson: ok fémildr konungr myrkmarkar Hlǫðynjar vildi at freista morðalfs, þess es kom norðan við frost, þás gramr bað stirðan valserkjar veðrhirði varða virki fyr Hagbarða hurðar hlym-Njǫrðum. | |
| Traducció de sentit: I el generós rei de Dinamarca va voler posar a prova el guerrer vingut del nord a l'arribada de l'hivern demanant-li que defensés el Danavirki de l'atac dels enemics.. | |
| Remarques: ¹.] Hlǫðyn = Jǫrð = jǫrð. La terra del bosc fosc = Jutlàndia = Dinamarca. ².] = el matador d'homes = el guerrer. ³.] = amb l'arribada de l'hivern. 4.] el torb dels caiguts = el combat; la camisa del torb dels caiguts = la cuirassa; el pastor de la cuirassa = el guerrer. ⁵.] la porta d'en Hagbarði = l'escut; l'estrèpit dels escuts = el combat; els Njarðir del combat = els guerrers enemics. | |